# Spongosorites incisus
Spongosorites incisus är en svampdjursart som beskrevs av Sarà 1978. Spongosorites incisus ingår i släktet Spongosorites och familjen Halichondriidae.
Artens utbredningsområde är havet utanför Chile. Inga underarter finns listade i Catalogue of Life.